# Буркитсвил (Мериленд)
Буркитсвил (Мериленд) (енгл. Burkittsville) град је у америчкој савезној држави Мериленд.

## Демографија
По попису из 2010. године број становника је 151, што је 20 (-11,7%) становника мање него 2000. године.
| Група             | 2000.       | 2010.       |
| Белци             | 162 (94,7%) | 148 (98,0%) |
| Афроамериканци    | 2 (1,2%)    | 0 (0,0%)    |
| Азијати           | 7 (4,1%)    | 1 (0,7%)    |
| Хиспаноамериканци | 0 (0,0%)    | 2 (1,3%)    |
| Укупно            | 171         | 151         |